# Filmpreis der Landeshauptstadt München
Der Filmpreis der Stadt München wird seit 1992 vergeben (bis 1998 zweijährlich, dann dreijährlich). Er ist mit 10.000 Euro dotiert und dient als Auszeichnung für ein Lebenswerk im Bereich des Films.

## Vergabekriterien
Für den Filmpreis kommen nur Filmschaffende in Betracht, die eine enge Beziehung zu München haben (Wohnort im S-Bahn-Bereich, Herkunft, Arbeitsgebiet). Der Preis wird vom Kulturreferat der Stadt München vergeben. Eine vom Münchner Stadtrat berufene Kommission (Fachjuroren, Stadtratsmitglieder des Kulturausschusses, vorherige Preisträger) hat das Vorschlagsrecht, Eigenbewerbungen sind nicht möglich.

## Preisträger
- 1992 Herbert Achternbusch
- 1994 Oliver Herbrich
- 1996 Dagmar Hirtz
- 1998 Marlies Kirchner (Leiterin Theatiner Filmtheater seit 1976)
- 2001 Gudrun Geyer (Leiterin  DOK.fest München 1985–2001)
- 2004 Ilse Dubois, Wolfgang Hundhammer
- 2007 Günter Rohrbach
- 2010 Klaus Lemke
- 2013 Michael Verhoeven
- 2016 Caroline Link
- 2019 Gisela Schneeberger
- 2022 Dominik Graf
- 2025 Thomas Wöbke